# Bielawa
Bielawa là một thị trấn thuộc hạt Dzierżoniów, tỉnh Silesian Hạ, phía tây nam Ba Lan. Từ năm 1975 - 1998, thị trấn là một phần của tỉnh Wałbrzych, kể từ năm 1999 đến nay, nó thuộc quyền quản lý của tỉnh Silesian Hạ. Thị trấn có diện tích 36,21 km². Tính đến năm 2010, dân số của thị trấn là 31.988 người với mật độ 880 người/km².
Bielawa nằm ở độ cao 280 và 964 m so với mực nước biển, dọc theo suối Bielawica ở vùng núi Sowie. Đây được coi là một trong những địa điểm du lịch đẹp nhất của tỉnh Silesian Hạ.

## Lịch sử
- Thế kỷ 13 - Bielawa được thành lập
- 1720 - Ngôi nhà gạch đầu tiên
- 1741 - Bị quân đội Phổ chiếm đóng
- 1805 - Công ty dệt Christian Dierig (Christian Dierig AG) được thành lập
- 1806-1808 - Bị Pháp chiếm đóng
- 1891 - Khai trương tuyến đường sắt Dzierżoniów - Bielawa
- 1924 - Bielawa được trao quyền thị trấn theo luật Magdeburg
- 1945 - Bị Liên Xô chiếm đóng

## Một số địa điểm tham quan nổi tiếng trong thị trấn
- Nhà thờ Assumption - được xây dựng theo phong cách kiến trúc Gothic Revival vào thế kỷ 19 với một tòa tháp cao 101 m, đây cũng là toà tháp cao thứ ba ở Ba Lan.
- Nhà thờ Corpus Christi - được xây dựng vào năm 1743
- Thị trấn có nhiều ngôi nhà được xây dựng theo phong cách kiến trúc Baroque từ thế kỷ 18, đã được khôi phục vào thế kỷ 19 và đầu thế kỷ 20

## Những nhân vật nổi tiếng xuất thân từ thị trấn

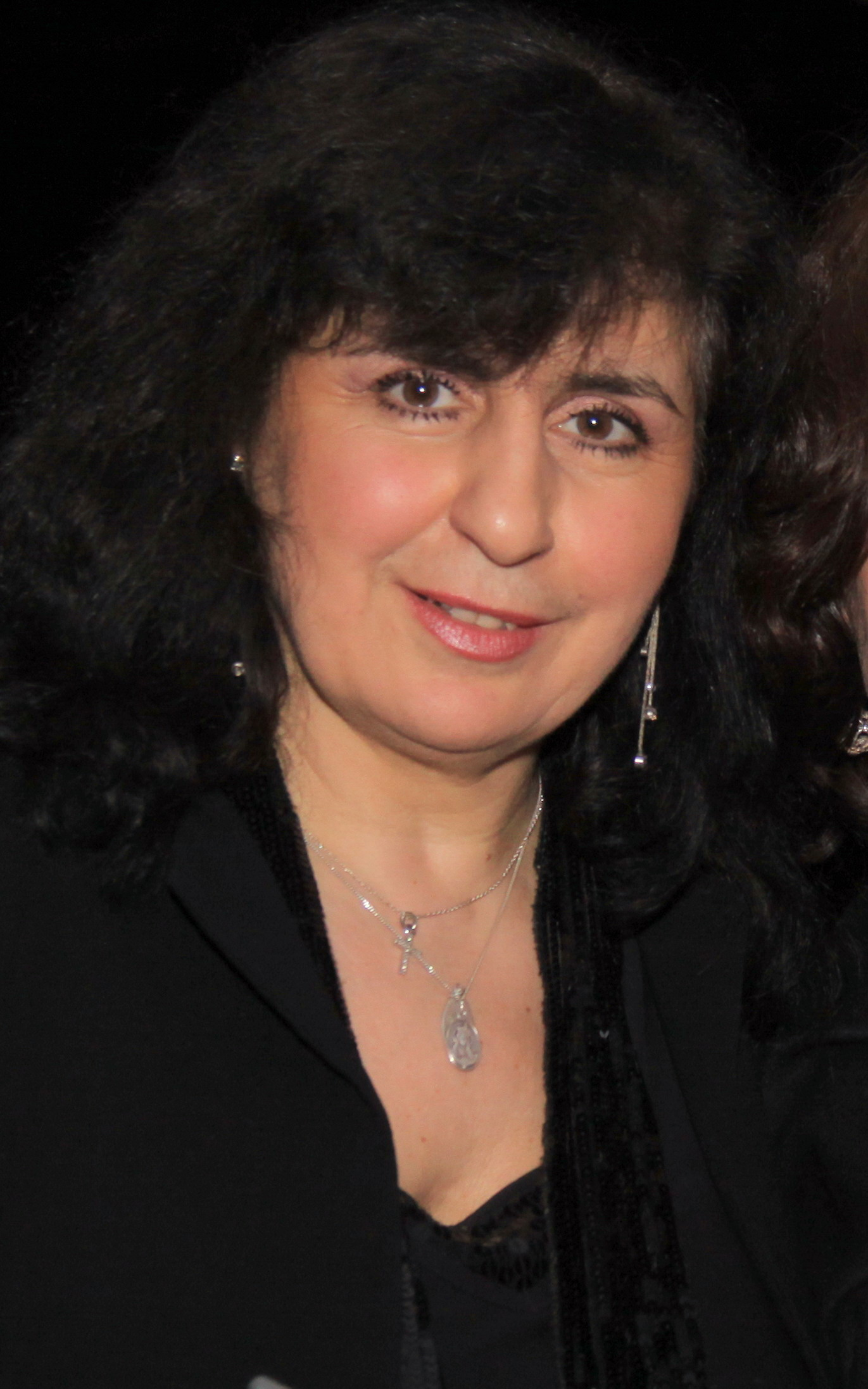
Eleni Tzoka, ca sĩ

- Jeremiah Dencke (1725−1795) - nhà soạn nhạc
- Adolph Franz (1842 - 1916) - chính trị gia người Đức
- Karl Franz (1881 - 1967) - chính trị gia người Đức
- Georg Muschner (1885 - 1971) - nhà quay phim người Đức
- Waltraut Engelberg (sinh năm 1929) - nhà thơ và vợ của Ernst Engelberg
- Horst Weigang (sinh năm 1940) - vận động viên người Đức
- Eleni Tzoka - ca sĩ
- Aleksandra Kwasniewska - ca sĩ
- Robert Skibniewski - cầu thủ bóng rổ
- Marcin Teodoru - giám đốc Hãng phim Hollywood http://www.circlefilms.com
- Tomasz Zabłocki - cầu thủ bóng rổ
- Jarosław Kuźniar - nhà báo trong TVN24
- Janusz Góra - cầu thủ bóng đá
- Jacek Trzeciak - cầu thủ bóng đá
- Art Binkowski - võ sĩ người Ba Lan